# Джузеппе Миралья (гидроавианосец)
«Джузеппе Миралья» (итал. Giuseppe Miraglia) — гидроавиатранспорт итальянских Королевских ВМС. Заложен в 1921 году как железнодорожный паром Citta di Messina и вскоре после спуска на воду в декабре 1923 года закуплен итальянским правительством для переоборудования в авиатранспорт.

## Постройка
Переоборудование было начато 24 января 1925 года. Большой ангар был построен в центральной части корпуса корабля, выше ангара расположили надстройки и две дымовые трубы. Крыша ангара представляла собой подобие полетной палубы, служащей для предполетной подготовки самолетов.

## Авиагруппа
Всего корабль мог принять на борт до двадцати гидросамолетов, которые запускались с помощью двух катапульт. Катапульты были расположены в носовой части и на корме корабля. После посадки на воду гидросамолеты поднимались на борт с помощью кранов через специальные боковые ворота в стенках ангара.

## Служба
«Джузеппе Миралья» участвовал в операциях флота во время итало-эфиопской войны и гражданской войны в Испании. С началом Второй мировой войны использовался в роли учебного судна, после сентября 1943 года — в качестве плавбазы итальянских подводных лодок на Мальте. После войны использовался для перевозки итальянских военнопленных, затем как плавучая казарма в Таранто. Отправлен на металлолом в 1950 году.